# تشوبانلوي سفلي
تشوبانلوي سفلي هي قرية في مقاطعة سلماس، إيران. عدد سكان هذه القرية هو 159 في سنة 2006.